# Ca' Corviglio
Ca' Corviglio [ˈka kkorviʎʎo] (Cacourvej [kakourvedʒ] in dialetto bergamasco) è una contrada della frazione di Pizzino nel comune di Taleggio nell'omonima valle. Situato al limitare del bosco, il borgo è la porta di accesso alla Valle Asinina. 

## Geografia fisica
Ca' Corviglio si trova nei boschi della Valle Asinina a 780 m s.l.m. Al limitare del borgo scorre il ruscello Scandola.
La contrada è collegata alla Strada Provinciale 25 che sale dagli Orridi di Taleggio da una strada comunale carrozzabile. Dista 40 chilometri a nord da Bergamo e 85 chilometri a nord-est da Milano.
Il clima è variabile e cambia in base alla stagione. Gli inverni sono generalmente freddi e umidi mentre le estati miti e soleggiate. Il mese più caldo è quello di luglio dove si possono raggiungere picchi di 25 gradi. Maggio risulta essere il mese più piovoso dell'anno caratterizzato da fenomeni temporaleschi di media intensità per brevi periodi di tempo.

## Origini del nome
Il toponimo deriva dall'accostamento dell'abbreviazione della parola casa in bergamasco e della trasformazione della parola italiana coviglio: nascondiglio, chiuso e impervio proprio come la località, difficile da raggiungere. Il nome attuale è frutto di trasformazioni nel corso dei secoli, infatti nel 1776 figurava sotto il nome di Cacovaglio, stando a significare appunto "casa nascosta". Un'altra interpretazione suggerisce che il particolare toponimo derivi dal cognome della famiglia Covelli, originaria del luogo che ha dato vita al nome di Ca' Covelli, mutato nei secoli in quello attuale.

## Storia
La piccola contrada, fin dalla sua fondazione è sempre stata posizionata in un punto impervio della Val Taleggio, poco assolato e difficile da raggiungere. Furono edificate le prime abitazioni per raggiungere meglio il monte Cancervo durante la transumanza nei periodi estivi, in quanto più vicino al cinquecentesco Ponte di Forcola. Sempre della fine del XVI secolo è l'oratorio dedicato a San Rocco, posto nella piazzetta al limitare del borgo. 
A causa dello spopolamento nel dopoguerra, il borgo inizia a spopolarsi cadendo in abbandono. 
Nel 2007 grazie a finanziamenti pubblici, la contrada venne interamente restaurata, con la ricostruzione dello storico caseggiato con le tipiche lobbie in legno, restituendo alla collettività un tipico borgo montano del XVI secolo.

## Monumenti e luoghi d'interesse

### Architetture religiose

#### Oratorio di San Rocco
L'edificio, venne completato e benedetto il 16 agosto 1590, festa di San Rocco. Nel corso del XVII secolo, furono realizzati l'altare maggiore in muratura intonacata e marmorizzata, la pala d'altare di pregevole fattura raffigurante la Madonna col Bambino tra san Giovanni Battista, Antonio Abate, san Giuseppe e san Rocco, una coppia di angioletti in stucco modellato posti sulla sommità dell'ancona, due bancali da presbiterio in noce intagliato posti ai lati della mensa ed un'acquasantiera in marmo.
Nel 1744, per mano del Curato Biava fu costruita la sagrestia sul lato destro dell'edificio, la cui copertura a una falda fu realizzata con piöde e al cui interno è presente un mobile in abete intagliato. Nel 1934, grazie al contributo del parroco Don Nicola Ghilardi, l'oratorio venne completamente restaurato e pochi anni più tardi venne aggiunta la balaustrata marmorea fornita dalla Ditta Oberti di Lenna nel 1939. Nel 2005, il tetto dell'edificio fu ricostruito utilizzando lastre di ardesia, seguendo la tradizione del luogo, e nel 2007 la piazzetta antistante la chiesa venne pavimentata. 

### Architetture civili

#### Lavatoio
All'ingresso della contrada, sotto il livello stradale è presente il piccolo lavatoio utilizzato in passato dagli abitanti del borgo. Al di sopra della vasca è presente un'edicola votiva. Su di essa è presente un affresco di recente fattura raffigurante la Madonna col Bambino.

## Geografia antropica

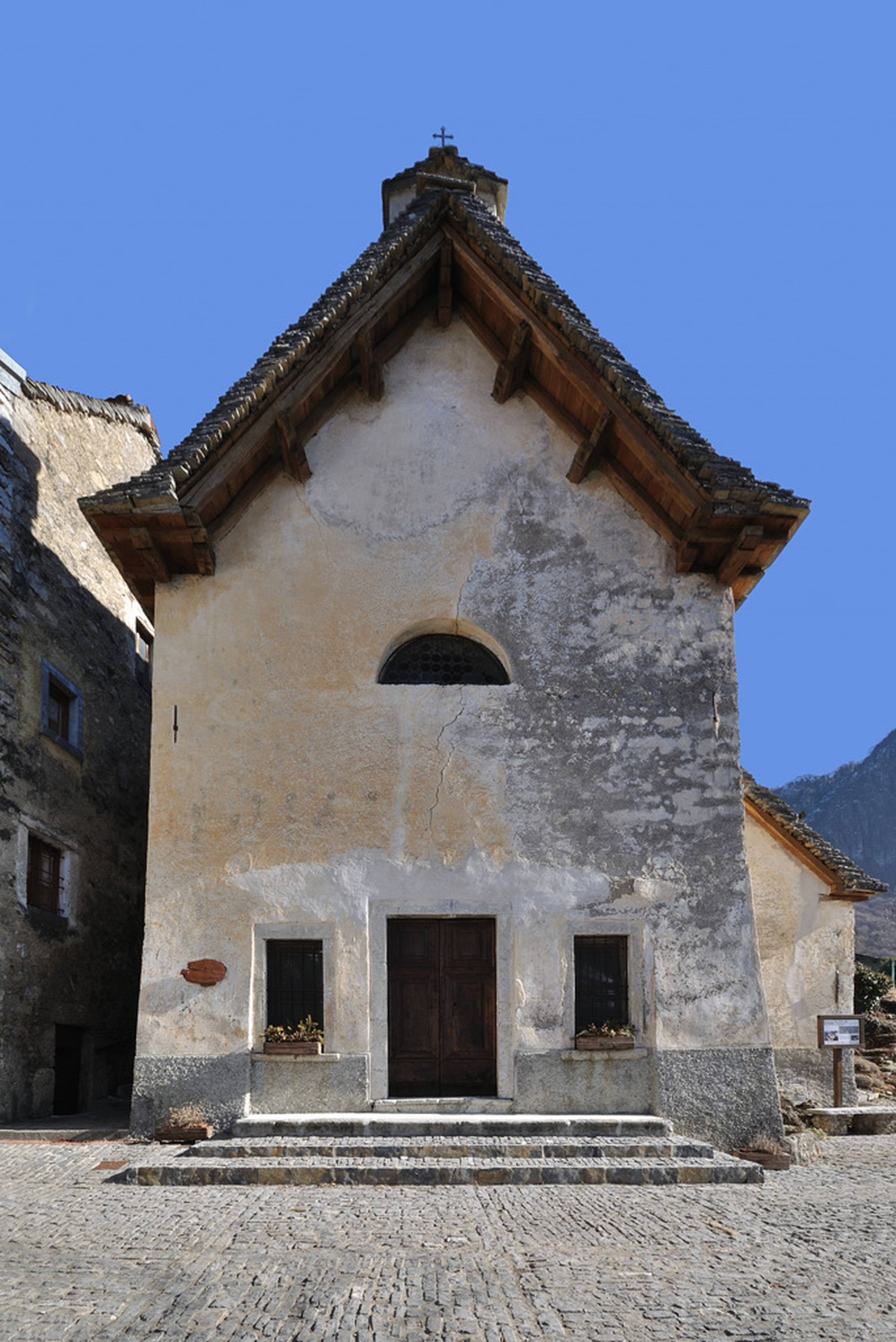
Oratorio di San Rocco

Il borgo si sviluppa attorno alla strada carrozzabile che scende da Pizzino. L'accesso non è consentito alle autovetture. La strada termina con la caratteristica piazzetta antistante la chiesa.

## Economia
L'economia di Ca' Corviglio era strettamente legata all'allevamento di bovini per la produzione di latte e carne. Questa attività agropecuaria è stata una componente fondamentale della vita economica e culturale della comunità locale per molti decenni. Dal 1700 fino alla seconda metà del 900' era presente il fenomeno dei bergamini, abitanti della pianura milanese e lodigiana che d'estate migravano negli alpeggi della Valle con il bestiame. A causa delle difficili condizioni economiche, dello spopolamento e dell'avvento tecnologico con la modernizzazione delle tecniche di allevamento, questo fenomeno scomparì lentamente ed inesorabilmente nel secondo dopoguerra.

## Infrastrutture e trasporti

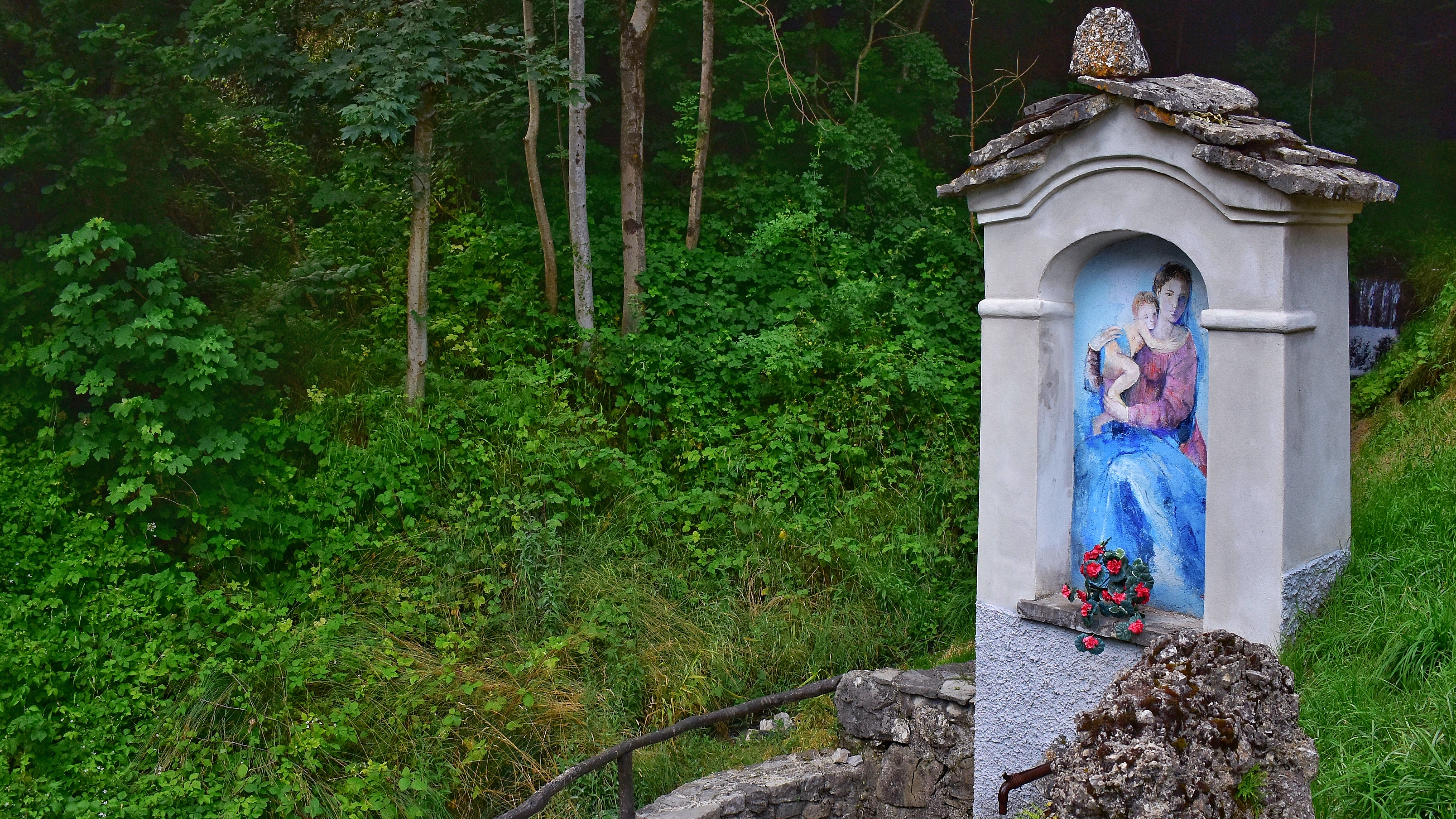
Lavatoio

Ca' Corviglio è collegato alla strada Provinciale 25 San Giovanni Bianco-Val Bordesigli tramite una strada comunale carrozzabile.
Appena fuori dall'abitato si dipana una fitta rete di sentieri escursionistici e mulattiere che raggiunge gli alpeggi in quota, la sottostante Valle Asinina, il ponte di Forcola, Cantiglio e il monte Cancervo.